# Ernst-Theumer-Hof

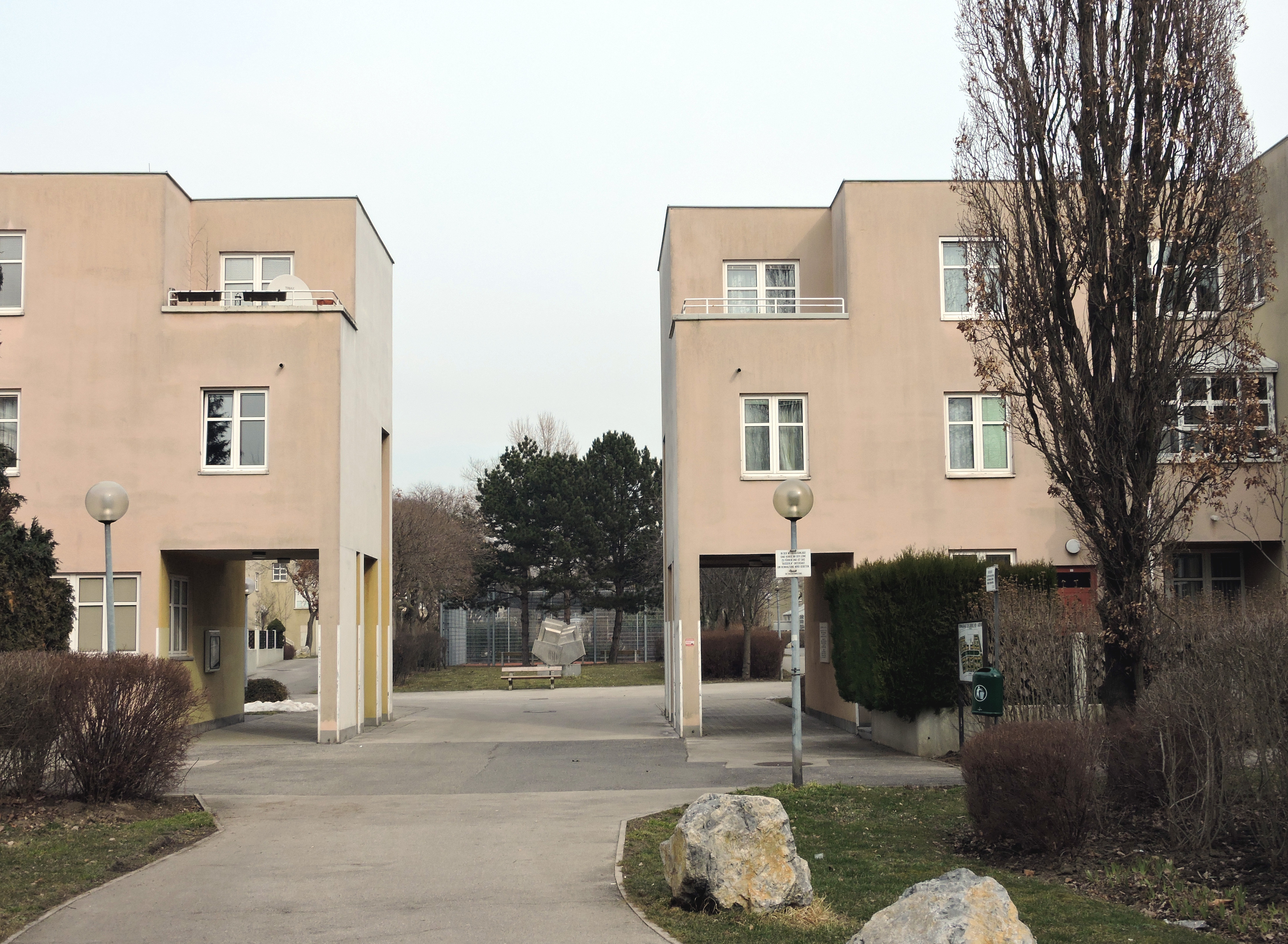
Ernst-Theumer-Hof an der Gerasdorfer Straße

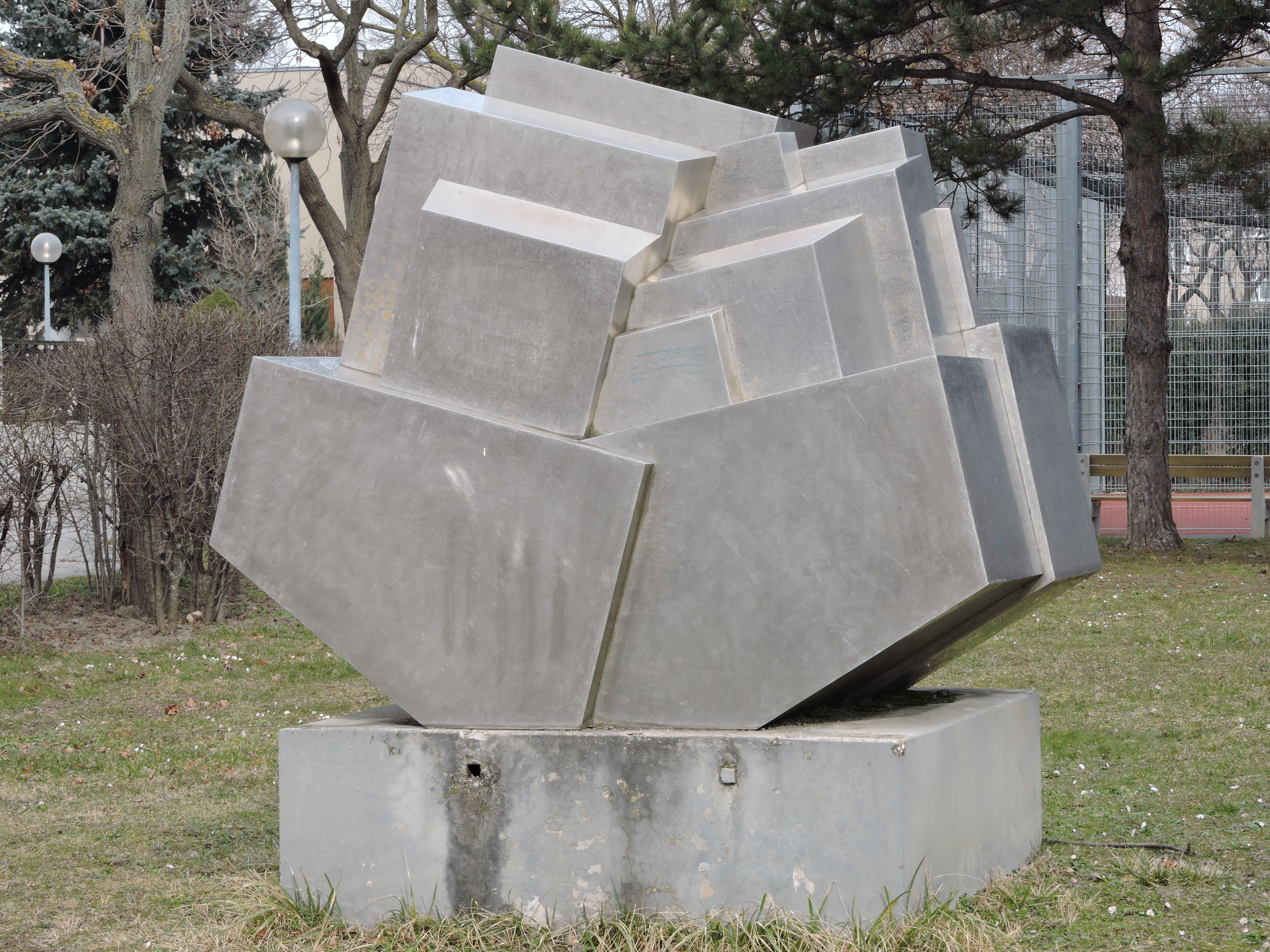
Konzentration II

Der Ernst-Theumer-Hof ist eine kommunale Stadtrandsiedlung im Bezirksteil Großjedlersdorf I im 21. Wiener Gemeindebezirk Floridsdorf. Der Hof ist nach dem ehemaligen Bezirksvorsteher des 21. Bezirks Ernst Theumer benannt und bildet mit 633 Wohnungen eine kleine Satellitenstadt. Erbaut wurde er 1983–1985, Architekten waren Engelbert Eder, Alfred Viktor Pal, Rudolf Felix Weber und Rainer Wieden. Er wurde auf noch unbebautem Gebiet östlich der Brünner Straße errichtet und grenzt im Süden an die Gerasdorfer Straße. Für Friedrich Achleitner (siehe unter Literatur) gehört die Siedlung „zu Unrecht zu den unbekanntesten Wohnanlagen der Stadterweiterungsphase der 1980er Jahre“.

## Architektur
Die Reihenhaussiedlung ist durch einen Grünbereich von der Straße zurückgesetzt. Von der Konzeption her ist sie den Angerdörfern Stammersdorf und Großjedlersdorf nachempfunden. So liegen die Wohnhäuser an einer Allee, die dem Anger eines alten Dorfs des östlichen Niederösterreichs ähneln soll. Auch die Architektur der gruppenweise miteinander verbundenen Wohnblöcke, die sich zu kleinen Plätzen öffnen, soll sich an die Struktur gewachsener Dörfer anlehnen. Insgesamt gibt es acht solcher „Quartiere“ beiderseits des Angers. Allgemein sind die Wohnblöcke nur zwei oder drei Stockwerke hoch, nur an markanten Punkten sind sie vierstöckig. Sie weisen für sich genommen wenige architektonische Besonderheiten auf, allerdings werden Form und Grundriss der einzelnen Blocktypen variiert. Reicher ausgestaltet sind die Blöcke am zentralen Platz, die sich durch ihre Ecklösungen aufeinander beziehen, hier kommen auch typisch postmoderne Formelemente wie Spitzerker zum Einsatz. Weiters wird auch eine Konzeption der Siedlerbewegung der 1920er-Jahre zitiert: Jedem Haus ist ein Privatgarten zugeordnet. Das bedeutet, dass etwa 40 % aller Wohnungen Zugang zu einem Garten haben, die höherstöckigen Wohnungen sind mit Terrassen ausgestattet. Achleitner konstatiert, dass durch die Behandlung der Baukörper mit Durchgängen, kleinen Freiräumen etc. eine angenehme Atmosphäre entsteht. Im Zuge der Errichtung der Anlage wurde auch ein Kindergarten und eine Volksschule erbaut, im zentralen Bereich wurden die Einheiten mit Geschäftslokalen ausgestattet.

## Kunstobjekt
In der Grünfläche hinter den Objekten, die eine Art Eingangsbereich zur Geradorfer Straße hin bilden, befindet sich die Metallplastik Konzentration II von Josef Schagerl (1985).

## Sonstiges
Ein Bewohner der Anlage war der Schriftsteller und Behindertenaktivist Erwin Riess. Als er einzog, war sie eine von wenigen Beispielen für behindertengerecht adaptierte Bauten.